# Adam Fantilli
Adam Fantilli (Nobleton, Ontario, 12 de octubre de 2004) es un jugador profesional canadiense de hockey sobre hielo que se desempeña en la posición de centro en Columbus Blue Jackets, equipo de la National Hockey League (NHL).

## Carrera
Fue seleccionado en la primera ronda en la NHL Entry Draft de 2023. Hizo su debut profesional con el equipo Columbus Blue Jackets, donde lleva jugando una temporada.